# Dirk Beljaarts
Dirk Stefan Beljaarts, né le 8 février 1978 à Rosendael, est un homme politique néerlandais, membre du Parti pour la liberté (PVV).
Il est ministre des Affaires économiques dans le cabinet Schoof de juillet 2024 à juin 2025.

## Jeunesse et carrière dans l'hôtellerie
Beljaarts est né à Roosendaal et étudie à l'école hôtelière de Maastricht, En 2007, il devient directeur de l'hôtel de la chaîne Golden Tulip à Loosdrecht. Il dirige ensuite plusieurs autres établissements Golden Tulip aux Pays-Bas et en Allemagne, ainsi que l'art'otel d'Amsterdam et le Novotel.
À partir de 2019, il occupe le poste de directeur général de Royal Hospitality Netherlands (KHN), une association professionnelle du secteur de l'hôtellerie. Lorsque le secteur est impacté par les mesures de lutte contre la pandémie de COVID-19, telles que les confinements, Beljaarts les a qualifiées de disproportionnée.
Sous sa direction, une filiale de comptabilité offrant des services aux entreprises d'accueil est créée, et Beljaarts en est le codirecteur. Après sa faillite en mai 2023, le syndic annonce une enquête sur les frais pour services non exécutés. Lors de son audience de confirmation au cabinet, Beljaarts déclare qu'il a été administrateur non exécutif jusqu'en janvier 2023 et qu'une plainte pénale n'a été déposée que contre l'autre co-administrateur,. Beljaarts annonce début 2024 qu'il quitte son poste au KHN. Beljaarts occupe des postes secondaires en tant que membre du Conseil social et économique à partir de 2019 et  membre du conseil consultatif du musée Frans Hals,.

## Ministre des Affaires économiques
Après que le PVV, le VVD, le NSC et le BBB forment le cabinet Schoof, Beljaarts prête serment en tant que ministre des Affaires économiques le 2 juillet 2024. La politique climatique est simultanément transférée du ministère au ministère de la Politique climatique et de la Croissance verte,. À la suite d'une demande de PostNL, Beljaarts annonce un projet de loi visant à prolonger le délai maximal de livraison du courrier personnel de 24 à 48 heures, à l'exception du courrier médical et de condoléances. En raison d'une opposition importante à la Chambre des représentants, il s'engage à reporter la législation jusqu'à ce qu'une enquête soit menée par l'Autorité néerlandaise des consommateurs et des marchés (ACM).